# JJK Jyväskylä
JJK Jyväskylä (JJK) é um clube de futebol finlandês, da cidade de Jyväskylä. Atualmente disputa a segunda divisão do Ykkönen. O treinador atual do clube é Juha Pasoja. JJK joga suas partidas no Harjun Stadion.